# Irish National Liberation Army
Irlandzka Narodowa Armia Wyzwoleńcza (ang. Irish National Liberation Army, INLA, irl. Arm Saoirse Náisiúnta na hÉireann) – republikańska organizacja terrorystyczno-paramilitarna z Irlandii Północnej.

## Nazwa
Używa też nazw takich jak Irlandzka Narodowa Armia Wyzwolenia, Ludowa Armia Wyzwolenia, Ludowa Armia Republikańska i Reakcyjne Siły Katolickie.

## Historia
Sformowana w 1974 roku jako zbrojne skrzydło Irlandzkiej Republikańskiej Partii Socjalistycznej. Jej założycielami byli rozłamowcy z Oficjalnej Irlandzkiej Armii Republikańskiej (OIRA). Przywódcami INLA byli Seamus Costello i Dominic McGlinchey.

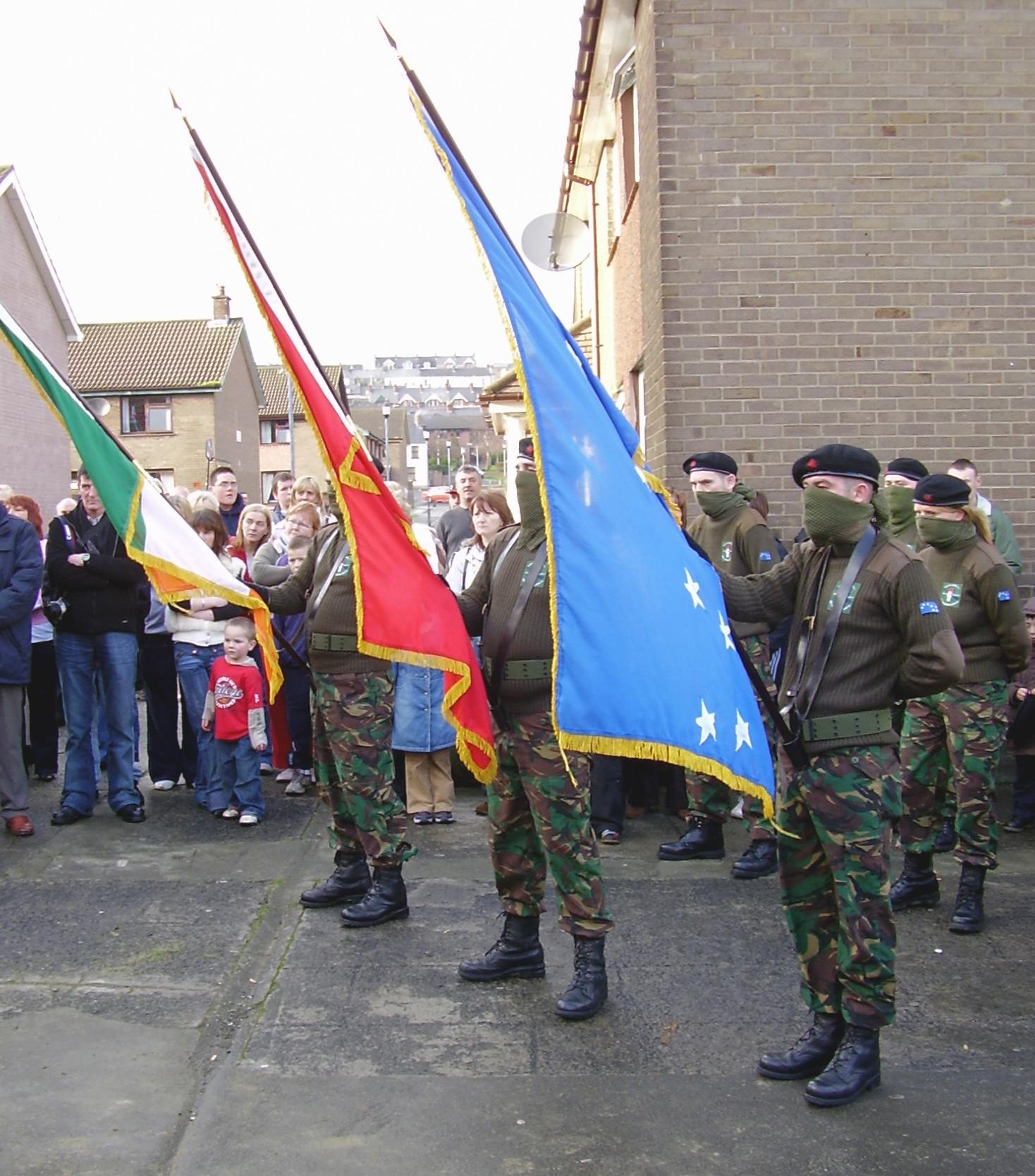
Członkowie INLA w Bogside w 2005 roku

Głównym miejscem działalności INLA jest Belfast i tereny przygraniczne. Odpowiedzialna jest za liczne ataki terrorystyczne. Na tle innych organizacji republikańskich wyróżniało ją to, że o detonacji ładunków wybuchowych ostrzegała służby. W wyniku działalności grupy zginęło co najmniej 125 ludzi (w tym około 45 członków brytyjskich służb specjalnych). Broń i fundusze organizacji pochodziły najprawdopodobniej od jej sympatyków w USA.
Grupa odpowiada za między innymi:
- zabicie brytyjskiego polityka Aireya Neave'ego w dniu 30 marca 1979 roku[1];
- zamach bombowy na pub w Ballykelly w grudniu 1982 roku (zginęło 17 osób);
- zabicie Billy'ego Wrighta, przywódcy protestanckiej grupy paramilitarnej w grudniu 1997 roku[3].

W przeprowadzaniu zamachów współpracowała często z Prowizoryczną Irlandzką Armią Republikańską (PIRA). Wrogiem INLA była natomiast Oficjalna Irlandzka Armia Republikańska: w kwietniu 1975 roku zabity został przez INLA Billy McMillen, dowódca OIRA w Belfaście, w październiku 1977 roku Oficjalni zabili S. Costello. Zwalczała też Organizację Wyzwolenia Ludu Irlandzkiego (IPLO), która powstała w wyniku rozłamu w INLA w 1986 roku. Gdy IPLO w 1992 roku została rozbita przez Prowizoryczną IRA, część jej członków powróciła do struktur INLA.
22 sierpnia 1998 roku ogłosiła zawieszenie broni, jednak nowych członków rekrutowała jeszcze w 2005 roku. W październiku 2009 roku zadeklarowała zakończenie działalności militarnej i pokojową walkę o realizację założeń ideologicznych.

## Liczebność
Liczy od 70 do 100 członków.

## Ideologia

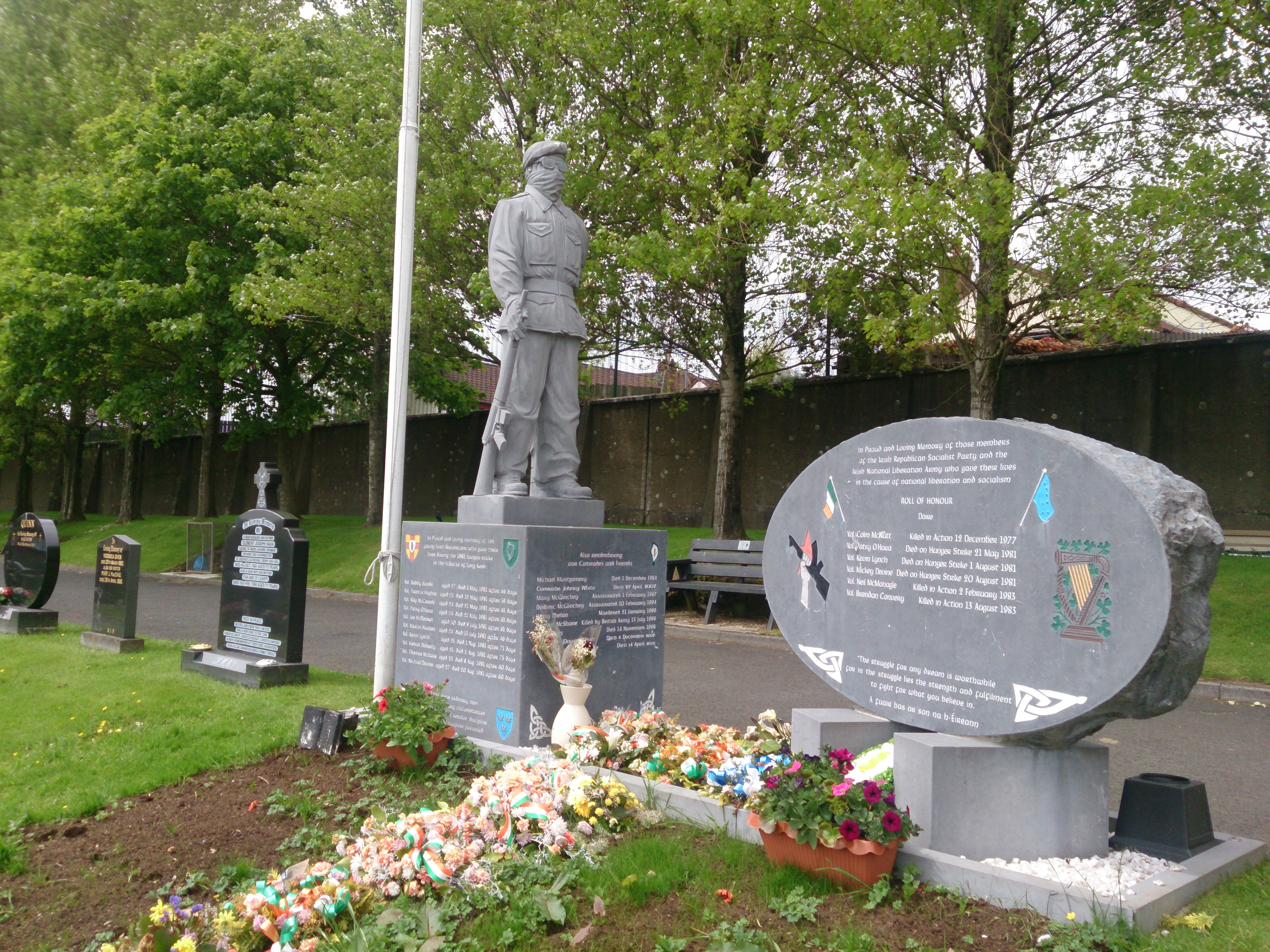
Pomnik poświęcony bojownikom INLA na cmentarzu w Londonderry

Wyznaje poglądy republikańskie, skrajnie lewicowe, antykapitalistyczne i marksistowskie. Celem INLA jest zjednoczenie Irlandii Północnej i Republiki Irlandii jako niepodległej republiki socjalistycznej.

## Jako organizacja terrorystyczna
Wielka Brytania i Japonia uznają INLA za organizację terrorystyczną.